# Zhangshu (socken i Kina)
Zhangshu (kinesiska: 樟树, 樟树乡) är en socken i Kina. Den ligger i provinsen Hunan, i den södra delen av landet, omkring 200 kilometer söder om provinshuvudstaden Changsha.
Genomsnittlig årsnederbörd är 1 800 millimeter. Den regnigaste månaden är augusti, med i genomsnitt 276 mm nederbörd, och den torraste är oktober, med 25 mm nederbörd.